# تاريخ المسيحية في أيسلندا

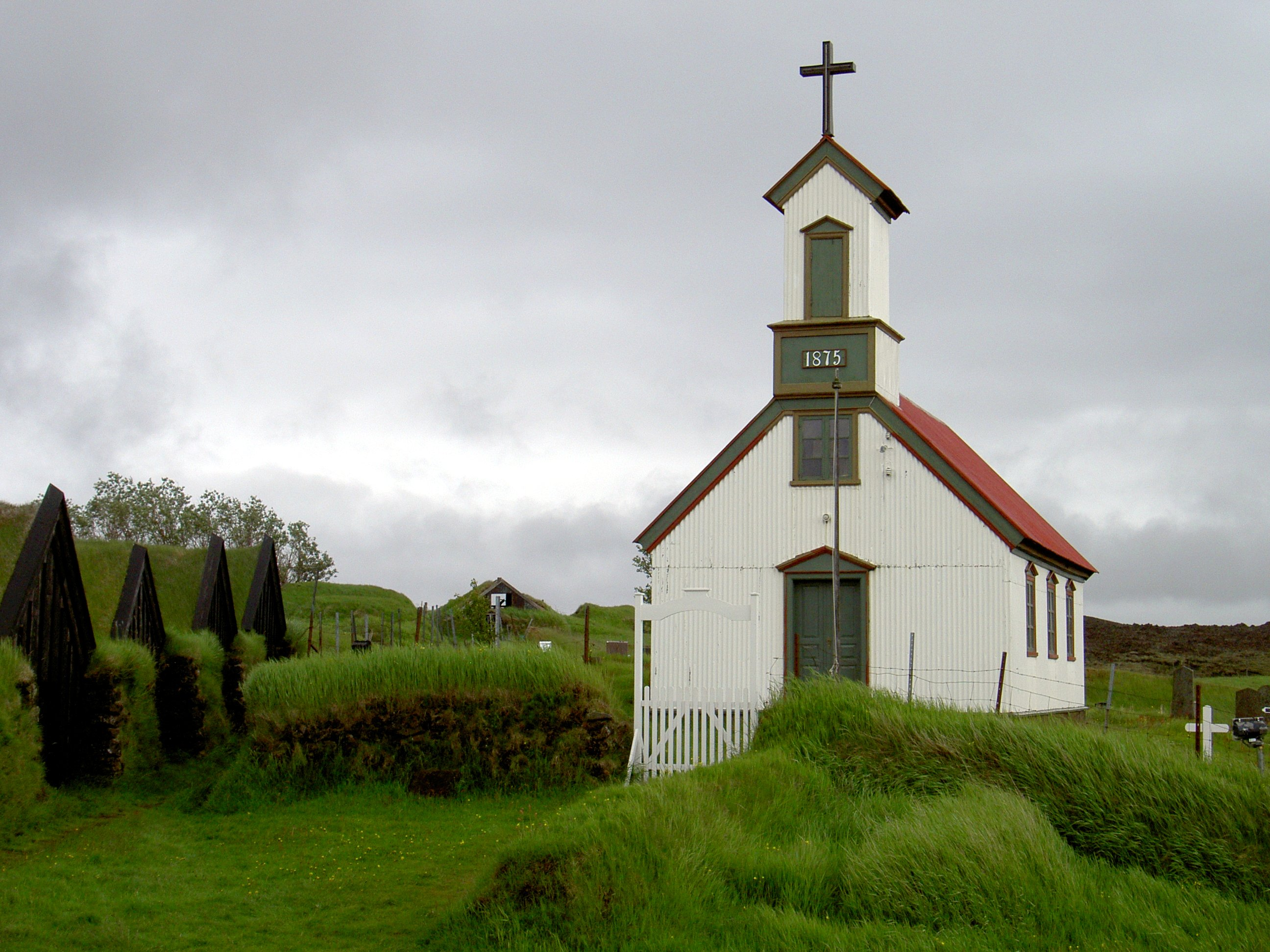

يعود تاريخ المسيحية في أيسلندا إلى أوائل العصور الوسطى، عندما استقر الناسكون الأيرلنديون في أيسلندا قبل قرن على الأقل من وصول أول المستوطنين الشماليين عام870 بعد الميلاد. بدأت المسيحية في الانتشار بين الأيسلنديين في نهاية القرن العاشر. أدى التنصير في أيسلندا إلى المساواة بين الزعماء المسيحيين والمؤمنين بالأساطير الإسكندنافية، فضلًا عن ألثينغي رئيس مجلس النواب في البرلمان الوطني الأيسلندي  في عام 999 أو عام 1000.
في البداية، كان رجال الدين في أيسلندا، أساقفة وكهنة، من الإرساليين الأجانب، ولكن سرعان ما ازدادت أعداد الكهنة المحليين. عام 1056، كُرِّس سليفور غيسورارسون ليكون أول أسقف أيسلندي. خلال خمسين عامًا، أُسِّسَت أُبرشيتان في أيسلندا، وتحديدًا في سكالهولت وهولار وكانتا تابعتين لرؤساء الأساقفة الأجانب. لعب مُلاك الأراضي دورًا بارزًا في إدارة الشؤون الكنسية، وكسبوا دخلًا كبيرًا من الضرائب بعد تطبيقها عام 1097. حدت التشريعات من سلطة الأساقفة، حتى نهاية الكومنولث الأيسلندي (أو دولة أيسلندا الحرة) عام 1264. استقلَّت الكنيسة ذاتيًا في منتصف القرن الرابع عشر، إذ صارت الأديرة، التي تأسس معظمها في القرنين الثاني عشر والثالث عشر، قبلة هامة للأدب.
أحدث الشكل اللوثري من الإصلاح البروتستانتي الذي أُجري في أيسلندا بين عامي 1541 و1551 تغييرات جذرية في حياة الكنيسة وقيمها الروحية وثقافتها. على سبيل المثال، صودر الجزء الأكبر من ممتلكات الكنيسة وأُلغيت طقوس تمجيد القديسين. نُشرت أول ترجمة أيسلندية للعهد الجديد عام 154، فيما نُشر الكتاب المقدس كاملًا عام 1584.

## المسيحيون الأوائل (750 - 1000 بعد الميلاد)
يُعتقد أن الرهبان الأيرلنديين هم أوائل المستوطنين الذين وصلوا أيسلندا عبر الرحلات البحرية التي قاموا بها بقوارب الكورش الأيرلندية. يتحدث ديسويل في كتابه مقياس الأرض عن ناسكين أيرلنديين أمضوا ستة أشهر في جزيرة مهجورة  عام 795، كانت الليالي فيها ساطعة «ليس فقط في فترة الإنقلاب الصيفي، بل لعدة أيام قبل وبعد»، إذ كان المرء قادرًا على التقاط «القمل من قميصه». أطلق كتاب الأيسلنديين على المسيحيين اسم الباباويين، وقُصد بهم من استقروا في أيسلندا لدى وصول أول المستوطنين الإسكندنافيين. غادروا الجزيرة تاركين وراءهم «الكتب الأيرلندية، والأجراس، والصلبان، والعديد من الأشياء الأخرى» عند وصول المستعمرين الجدد.
وصل الإسكندنافيون الأوائل إلى أيسلندا في أواسط القرن التاسع، فيما بدأ استيطانها في أوائل عام 870  على الرغم من الإعتقاد أن المسيحيين كانوا من بين مستوطني أيسلندا، إذ وصل العديد من المستعمرين من أيرلندا أو إنجلترا أو إسكتلندا كان غالبية المستوطنين وثنيين متشبثين بعبادة أودين وثور والأساطير الإسكندنافية الأخرى. ازدادت الوثنية قوةً بعد تأسيس البرلمان الوطني الأيسلندي، ألثينغي، عام 930 الذي ساعد على توحيد الأيسلنديين. لعب زعيم الوثنيين أو غوتي دورًا بارزًا في العبادة الوثنية. 
بدأ الإرساليون المسيحيون يقدمون إلى أيسلندا في العقود الأخيرة من القرن العاشر. كان أولهم الأسقف الإرسالي الألماني  فريدريك الذي وصل عام 981. أُجبر فريدريك على مغادرة أيسلندا عام 986 بعد أن قتل مساعده الأيسلندي، ثورفالد كونرادسون،  رجلين في عراك. وصل بعد ذلك ستيفنير ثورغيلسون الأيسلندي، الذي أُوفد مع هذه البعثة من قِبل أولاف تريغفاسون، ملك النرويج، (عام 779 - 1000). طُرد ستيفنير ثورغيلسون من البلد بعدما دمَّر منابر الوثنيين. أُجبر بالمثل المبشّر التالي الذي أرسله الملك الجرماني أو الفلمنجي تانغبراند إلى أيسلندا على الرحيل حوالي عام 999 لأنه قتل بعض الذين قاوموا إرساليته. أخبر تانغبراند الملك بأنه: «من غير المتوقع أن تُقبل المسيحية قط» في آيسلندا، على الرغم من أنه نجح في تنصير العديد من الزعماء. قرر الملك أولاف إلقاء القبض على كل الأيسلنديين الوثنيين المقيمين في النَّرويج ومنع جميع الأيسلنديين من دخول الموانئ النرويجية عندما سمع ما قاله المُبشر تانغبراند. توجب على الأيسلنديين الحفاظ على السلام لأن النرويج هي الشريك التجاري الرئيسي لأيسلندا. أُرسل بناء على ذلك زعيمان مسيحيان من أقارب الملك أولاف إلى النَّرويج، هما غيسور تيتسون وهالتي سكيغايسون. إذ وعدوا الملك ببذل قصارى جهدهم لتنصير أيسلندا بأكملها.  أطلق الملك أولاف سراح الرهائن الذين كان معظمهم من أقارب الزعماء الأيسلنديين الوثنيين استجابةً لوعدهم. 

## التنصير
عاد غيسور تيتسون وهالتي سكيغايسون إلى أيسلندا. خططوا في البداية لإنشاء إدارة منفصلة للمسيحيين. أدى ذلك إلى التباين الحاد بين آراء الزعماء الوثنيين والمسيحيين الأكثر تطرفًا  في ألثينغي عام 999 أو 1000، وافق الغوثي أخيرًا على تعيين أحد رفقائهم الذي كان وثنيًا -المتحدث باسم القانون ثورغيير ثوركلسون- لينظر في القضية لتجنب اندلاع حرب أهلية. انسحب ثورغيير ثوركلسون بعد تعيينه بيوم واحد. أعلن بعد ذلك قراره بعد اجتماع الرؤساء، إذ قرر تعميد كل الأيسلنديين، لكن يُسمح للوثنيين بعبادة أودين والآلهة الأخرى سرًا. سُمح أيضًا باستمرار التقليد القديم المتمثل في وأد المواليد وأكل لحم الخيل. عُمِّد الغوثي والكثير من حاشيته بالماء البارد، لكن «عُمِّد جميع الناس من الحي الشمالي والحي الجنوبي في لوغاردالور» إذ أمكن العثور على ينابيع حرارية أرضية. تقول الأسطورة أنه حتى ثورغيير ثوركلسون قرر إلقاء كل أصنامه في شلال كبير سُمّي بعد هذا الحدث شلال الآلهة.
اضطجع [ثورغيير] ووضع عباءته على نفسه، واستراح كل ذلك اليوم والليلة التالية، ولم يتفوه بكلمة. نهض في الصباح التالي وأرسل رسالة أن على الناس الذهاب إلى صخرة القانون. بمجرد وصول الناس إلى هناك، بدأ خطابه فقال إنه يعتقد أن شؤون الشعب وصلت إلى مرحلة سيئة، إذا لم يكن لديهم جميعًا نفس القانون في هذا البلد، وحاول إقناعهم بطرق عدة بأنه لا ينبغي لهم السماح بحدوث ذلك، وقال إن ذلك سيثير خلافات إلى حد أنه من المتوقع قطعًا أن تنشب معارك بين الناس تُخرب بها الأرض. [......] وقال: «يبدو لي الآن من المستصوب ألا ندع الذين يرغبون بشدة في مقاومة بعضهم بعضًا يسودون، وأن نحكم فيما بينهم، حتى يكون لكل طرف طريقته الخاصة في شيءٍ ما، وأن يكون لنا جميعا نفس القانون والدين. سيثبت أننا إذا مزقنا القانون، فإننا أيضًا سنمزق السلام». اختتم خطابه باتفاق الجانبان على أن لكل شخص القانون ذاته، القانون الذي قرر أن ينادي به. ثم أُعلن في القوانين أن جميع الناس ينبغي أن يكونوا مسيحيين وأن من لم يُعمَّدوا بعد في هذا البلد ينبغي أن يُعمَّدوا وأنه يجب النظر في القوانين القديمة التي تعرض الأطفال للخطر وأكل لحم الخيل. للأشخاص الحق في التضحية سرًا -إذا رغبوا في ذلك- وسيعاقبوا في حال كان لهم شهود على أفعالهم.

- كتاب الأيسلنديين
كان آري ثورغيلسون أول من سجل قصة التحول التوافقي في أيسلندا في أوائل القرن الثاني عشر. إذ يقول المؤرخ غونار كارلسون إن رواية آري ثورغيلسون «لا تصدق، ولكنها القصة الوحيدة التي نملكها». «أوحت القصة بإمكانية تحول مجتمع بأكمله إلى المسيحية بشكل طوعي بدون أي ضغط من السلطة المركزية» (نورا بيرند). يمكن الإشارة إلى حكم ثورغيير ثوركلسون باعتباره «تدبيرًا لإدارة الأزمة لإنقاذ أيسلندا من ويلات الانقسام». 